# Камчийска планина
Ка̀мчийска планина̀ (от 29 юни 1942 г. Тѝчанска планина; официално името Камчийска планина не е възстановено, но се използва в научната литература и в картографията) е ниска планина, дял от Източна Стара планина, в области Варна и Бургас, между река Луда Камчия и Черно море. По северното ѝ подножие преминава условната граница между Източната Дунавска равнина и Източна Стара планина.
Камчийска планина се издига в най-североизточната част на Източна Стара планина с посока изток-запад, с дължина около 55 km и ширина 10 – 15 km. На запад проломът на Луда Камчия я отделя от Върбишка планина, а на изток достига до Черно море, като завършва с носовете Свети Атанас и Черния нос. На юг долината на река Двойница я отделя от Еминска планина, а след това чрез три ниски седловини – източно от село Булаир, при горско стопанство „Гермето“ и при село Каменяк се свързва със същата планина. На север се простира до южната периферия на Долнокамчийската низина.
Планината е ниска с широко и плоско било, което на запад се издига до 400 – 600 m, а на изток постепенно се понижава. Най-високата точка връх Каменяк (Каракъзълджик, 627,1 m) се намира в най-западната ѝ част, на 1,2 km северно от село Каменяк. В западната си част е проломена от реките Балабандере (десен приток на Луда Камчия) и Елешница (десен приток на Камчия), а на изток се разклонява на три части от долините на реките Фъндъклийска и Перперидере, вливащи се в Черно море.
Изградена е от юрски, кредни и еоценски глинесто-песъчливи мергели, пясъчници и варовици, които образуват сложни гънки. Почвите са предимно сиви горски и канелени горски. Северните ѝ склонове са по-дълги, с отделни дъбови гори примесени с бук. Южните склонове са по-къси, стръмни и обезлесени. Големи части, особено в ниските пояси, са заети от обработваеми земи.
Поради малката ѝ надморска височина, в планината има доста населени места:
- на запад са селата Манолич, Дропла, Билка, Ясеново, Речица, Снежа, Заимчево, Каменяк и Добромир;
- в средната част са селата Булаир, Голица, Бърдарево, Солник и Кривини;
- по северното подножие са разположени град Долни чифлик и селата Цонево, Гроздьово, Горен чифлик, Пчелник, Детелина, Старо Оряхово и Ново Оряхово;
- в източната част са селата Рудник, Юнец, Господиново, Дюлино и Попович, а в най-източната, в близост до морето – град Бяла и селата Горица, Самотино и Шкорпиловци.

В най-западната част на планината е изградена хижа „Луда Камчия“. Край язовир „Цонево“ се намират скалните феномени „Чудни скали“, а южно от село Добромир са причудливите скални образувания „Свинската глава“ и „Костенурката“. В средната ѝ част на доста голяма територия се простира ловният развъдник „Шерба“.
Камчийска планина се пресича от три пътя от Държавната пътна мрежа:
- в най-източната ѝ част, от село Старо Оряхово до Обзор, на протежение от 25,3 km преминава участък от първокласния републикански път I-9 ГКПП Дуранкулак – Варна – Бургас – ГКПП „Малко Търново“;
- в най-западната ѝ част, по долината на Луда Камчия, между „Чудни скали“ и село Дъскотна, на протежение от 19 km – участък от третокласния републикански път III-208 Ветрино – Провадия – Айтос;
- в източната ѝ част, между селата Рудник и Дюлино, на протежение от 12,9 km – участък от третокласния републикански път III-906 Рудник – Каблешково – Бургас.

## Топографска карта
- Лист от карта K-35-43. Мащаб: 1 : 100 000.
- Лист от карта K-35-44. Мащаб: 1 : 100 000.

Категория:Област Бургас